# Südafrikanische Cricket-Nationalmannschaft in den West Indies in der Saison 2004/05
Die Tour der südafrikanischen Cricket-Nationalmannschaft in die West Indies in der Saison 2004/05 fand vom 31. März bis zum 15. Mai 2005 statt. Die internationale Cricket-Tour war Bestandteil der Internationalen Cricket-Saison 2004/05 und umfasste vier Tests und fünf ODIs. Südafrika gewann die Test-Serie 2–0 und die ODI-Serie 5–0.

## Vorgeschichte
Die West Indies spielten zuvor ein Drei-Nationen-Turnier in Australien, Südafrika eine Tour gegen Simbabwe.
Das letzte Aufeinandertreffen der beiden Mannschaften bei einer Tour fand in der Saison 2003/04 in Südafrika statt.

## Stadien
Die folgenden Stadien wurden für die Tour als Austragungsort vorgesehen.
| Stadt         | Land                | Stadion                   | Kapazität | Spiele               |
| ------------- | ------------------- | ------------------------- | --------- | -------------------- |
| Bridgetown    | Barbados            | Kensington Oval           | 11.000    | 3. Test; 3. ODI      |
| Georgetown    | Guyana              | Providence Stadium        | 20.000    | 1. Test              |
| Kingston      | Jamaika             | Sabina Park               | 20.000    | 1. & 2. ODI          |
| Port of Spain | Trinidad und Tobago | Queen’s Park Oval         | 25.000    | 2. Test; 4. & 5. ODI |
| St. John’s    | Antigua und Barbuda | Antigua Recreation Ground | 12.000    | 4. Test              |

## Kaderlisten
Südafrika benannte seinen Kader am 13. März 2005.
Die West Indies benannten ihren Kader am 20. März 2005.
| Test | Test | ODI | ODI |
| West Indies | Südafrika | West Indies | Südafrika |
| --- | --- | --- | --- |
| - Shivnarine Chanderpaul (K) - Tino Best - Courtney Browne (wk) - Corey Collymore - Fidel Edwards - Chris Gayle - Wavell Hinds - Reon King - Brian Lara - Daren Powell - Ramnaresh Sarwan - Dwayne Smith | - Graeme Smith (K) - Nicky Boje (VK) - Mark Boucher (wk) - AB de Villiers - Boeta Dippenaar - Herschelle Gibbs - Andrew Hall - Jacques Kallis - Charl Langeveldt - André Nel - Makhaya Ntini - Shaun Pollock - Ashwell Prince - Jacques Rudolph - Monde Zondeki | - Shivnarine Chanderpaul (K) - Ian Bradshaw - Dwayne Bravo - Courtney Browne (wk) - Pero Collins - Corey Collymore - Chris Gayle - Wavell Hinds - Xavier Marshall - Runako Morton - Daren Powell - Ramnaresh Sarwan - Dwayne Smith | - Graeme Smith (K) - Mark Boucher (wk) - AB de Villiers - Boeta Dippenaar - Herschelle Gibbs - Andrew Hall - Jacques Kallis - Justin Kemp - Charl Langeveldt - André Nel - Makhaya Ntini - Justin Ontong - Shaun Pollock - Ashwell Prince |

## Tour Matches
| 7. Mai Scorecard | Spanish Town | South Africans 245 (50)            | – | Jamaika 216 (46.1) |
|                  |              | South Africans gewinnt mit 29 Runs |   |                    |

## Tests

### Erster Test in Georgetown
| 31. März – 4. April Scorecard | Georgetown | West Indies 543-5d (152.1) & 269-4 (161) | – | Südafrika 188 (66.5) |
|                               |            | Remis                                    |   |                      |

### Zweiter Test in Port of Spain
| 8. – 12. April Scorecard | Port of Spain | West Indies 347 (104.4) & 194 (89.5) | – | Südafrika 398 (166.5) & 146-2 (44.5) |
|                          |               | Südafrika gewinnt mit 8 Wickets      |   |                                      |

### Dritter Test in Bridgetown
| 21. – 24. April Scorecard | Bridgetown | West Indies 296 (92.2) & 166 (54.2) | – | Südafrika 548-9d (177.5) |
|                           |            |                                     |   |                          |

### Vierter Test in St John’s
| 29. April – 3. Mai Scorecard | St. John’s | Südafrika 588-6d (163) & 127-1 (31) | – | West Indies 747 (253.2) |
|                              |            | Remis                               |   |                         |

## One-Day Internationals

### Erstes ODI in Kingston
| 7. Mai Scorecard | Kingston | West Indies 253 (48.5)          | – | Südafrika 255-2 (45) |
|                  |          | Südafrika gewinnt mit 8 Wickets |   |                      |

### Zweites ODI in Kingston
| 8. Mai Scorecard | Kingston | West Indies 152-7 (50)                       | – | Südafrika 124-2 (26.4/33) |
|                  |          | Südafrika gewinnt mit 8 Wickets (D/L method) |   |                           |

### Drittes ODI in Bridgetown
| 11. Mai Scorecard | Bridgetown | Südafrika 284-6 (50)        | – | West Indies 283 (49.5) |
|                   |            | Südafrika gewinnt mit 1 Run |   |                        |

### Viertes ODI in Port of Spain
| 14. Mai Scorecard | Port of Spain | West Indies 231-8 (50)          | – | Südafrika 232-4 (46.5) |
|                   |               | Südafrika gewinnt mit 6 Wickets |   |                        |

### Fünftes ODI in Port of Spain
| 15. Mai Scorecard | Port of Spain | West Indies 138-7 (20/20)       | – | Südafrika 141-3 (19.1/20) |
|                   |               | Südafrika gewinnt mit 7 Wickets |   |                           |

## Statistiken
Die folgenden Cricketstatistiken wurden bei dieser Tour erzielt.
| Tests                  | Tests       | Tests   | Tests   | Tests   | Tests   | Tests   | Tests   | Tests   |
| Batting                | Batting     | Batting | Batting | Batting | Batting | Batting | Batting | Batting |
| Spieler                | Mannschaft  | Spiele  | Innings | Runs    | Average | HS      | 100s    | 50s     |
| ---------------------- | ----------- | ------- | ------- | ------- | ------- | ------- | ------- | ------- |
| Graeme Smith           | Südafrika   | 4       | 7       | 505     | 84,16   | 148     | 3       | 1       |
| AB de Villiers         | Südafrika   | 4       | 7       | 460     | 65,71   | 178     | 2       | 1       |
| Shivnarine Chanderpaul | West Indies | 4       | 6       | 450     | 90,00   | 203*    | 2       | 1       |
| Brian Lara             | West Indies | 3       | 5       | 393     | 78,60   | 196     | 2       | 0       |
| Jacques Kallis         | Südafrika   | 4       | 6       | 392     | 98,00   | 147     | 2       | 1       |
| Bowling                |             |         |         |         |         |         |         |         |
| Spieler                | Mannschaft  | Spiele  | Overs   | Wickets | Average | BBI     | 5W      | 10W     |
| Andre Nel              | Südafrika   | 3       | 120.2   | 17      | 17,29   | 6/32    | 1       | 1       |
| Makhaya Ntini          | Südafrika   | 4       | 131.5   | 17      | 25,70   | 7/37    | 2       | 1       |
| Daren Powell           | West Indies | 4       | 147     | 9       | 52,77   | 3/61    | 0       | 0       |
| Chris Gayle            | West Indies | 3       | 107.5   | 8       | 27,37   | 4/50    | 0       | 0       |
| Monde Zondeki          | Südafrika   | 3       | 75      | 7       | 44,00   | 4/50    | 0       | 0       |

| ODIs                   | ODIs        | ODIs    | ODIs    | ODIs    | ODIs    | ODIs    | ODIs    | ODIs    |
| Batting                | Batting     | Batting | Batting | Batting | Batting | Batting | Batting | Batting |
| Spieler                | Mannschaft  | Spiele  | Innings | Runs    | Average | HS      | 100s    | 50s     |
| ---------------------- | ----------- | ------- | ------- | ------- | ------- | ------- | ------- | ------- |
| Boeta Dippenaar        | Südafrika   | 5       | 5       | 317     | 105,66  | 123     | 1       | 3       |
| Chris Gayle            | West Indies | 5       | 5       | 200     | 40,00   | 132     | 1       | 0       |
| Shivnarine Chanderpaul | West Indies | 5       | 5       | 194     | 48,50   | 85*     | 0       | 1       |
| Jacques Kallis         | Südafrika   | 5       | 5       | 180     | 45,00   | 87      | 0       | 2       |
| Ramnaresh Sarwan       | West Indies | 5       | 5       | 154     | 30,80   | 72      | 0       | 1       |
| Bowling                |             |         |         |         |         |         |         |         |
| Spieler                | Mannschaft  | Spiele  | Overs   | Wickets | Average | BBI     | 5W      | 10W     |
| Charl Langeveldt       | Südafrika   | 5       | 40.4    | 11      | 18,72   | 5/62    | 1       | 0       |
| Makhaya Ntini          | Südafrika   | 4       | 38      | 10      | 15,80   | 4/46    | 0       | 0       |
| Andre Nel              | Südafrika   | 5       | 43      | 8       | 23,12   | 3/42    | 0       | 0       |
| Ian Bradshaw           | West Indies | 5       | 37      | 7       | 24,14   | 2/16    | 0       | 0       |
| Shaun Pollock          | Südafrika   | 5       | 40      | 4       | 50,75   | 2/28    | 0       | 0       |

## Player of the Series
Als Player of the Series wurden die folgenden Spieler ausgezeichnet.
| Serie | Player of the Series |
| ----- | -------------------- |
| Test  | Graeme Smith         |
| ODI   | Boeta Dippenaar      |

### Player of the Match
Als Player of the Match wurden die folgenden Spieler ausgezeichnet.
| Spiel   | Player of the Match    |
| ------- | ---------------------- |
| 1. Test | Shivnarine Chanderpaul |
| 2. Test | Makhaya Ntini          |
| 3. Test | Andre Nel              |
| 4. Test | Chris Gayle            |
| 1. ODI  | Graeme Smith           |
| 2. ODI  | Boeta Dippenaar        |
| 3. ODI  | Charl Langeveldt       |
| 4. ODI  | Ashwell Prince         |
| 5. ODI  | Boeta Dippenaar        |